# Jim Price
James „Jim“ Price (* 1945, Fort Worth) je americký trumpetista, pianista a hudební producent. Společně s Bobbym Keysem a Jimem Hornem byl jedním z nejžádanějších studiových hudebníků 70. let 20. století. V letech 1970 až 1973 se účastnil několika turné The Rolling Stones a podílel se také na jejich albech Sticky Fingers, Exile on Main St. a Goats Head Soup. Rovněž nahrával a hrál na koncertech skupiny Delaney, Bonnie & Friends, Joa Cockera nebo Erica Claptona.
V 80. a 90. letech 20. století skládal Price hudbu pro filmy, televizní seriály a reklamy.